# Sesquiterpenlactona

Estrutura de algumas sesquiterpenlactonas:
A: Germacranolidos, B: Heliangolidos, C+D: Guaianolidos, E: Pseudoguaianolidos, F: Hipocretenolidos, G: Eudesmanolidos.

A sesquiterpenlactona, tambêm conhecidas como lactonas sesquiterpênicas ou sesquiterpenos lactonizados, compõem uma subclasse de compostos orgânicos biologicamente ativos pertencente à classe dos sesquiterpenóides, terpenóides contendo 15 átomos de carbono que contem um anel de lactona fundido. Geralmente o anel lactônico possui 5 membros e uma ligação dupla conjugada (exo ou endocíclica) ao grupo carbonila, compreendendo, portanto, uma γ-lactona α,β-insaturada com dupla exo ou endocíclica. Esta classe de substâncias é encontrada em diversas famílias de plantas, especialmente nas Compositae ou Asteraceae, sendo considerada seu principal marcador taxonômico. Algumas lactonas podem desencadear reações alérgicas e toxicidade, particularmente em animais herbívoros. Em quantidades moderadas, a 
sesquiterpenlactona atua em conjunto com o ácido vernólico e com outros compostos vegetais na redução de inflamação e melhora a estrutura celular do músculo liso dos vasos sanguíneos, podendo ajudar a prevenir e curar a aterosclerose.

## Classificação
Embora tenham sido relatados mais de 30 diferentes esqueletos carbocíclicos, aqueles que predominam nesta classe de substância são os germacrolidos (anel de 10 membros), os eudesmanolidos (dois anéis de seis membros fundidos entre si) e os guaianolidos (um anel de cinco e um de sete membros fundidos entre si). Os germacrolidos, mais abundantes, são subdivididos em germacranolidos (possuem duas ligações duplas na posição trans no anel de 10 membros), heliangolidos (duplas trans,cis), melampolidos (cis,trans) e os cis,cis-germacranolidos, estes últimos mais raros. Os diferentes esqueletos carbocíclicos, os padrões de substituição e as funcionalizações são empregados em estudos quimiotaxonômicos e quimiossistemáticos de Asteraceae, sendo que subclasses distintas de lactonas sesquiterpênicas podem ser encontradas em grupos específicos de plantas, desde tribos, subtribos até gênero.

## Estrutura e biossíntese
A estrutura química das sesquiterpenlactonas apresenta um anel lactônico fundido ao esqueleto terpenoídico; geralmente é um anel de cinco membros (γ-lactona ou butirolactona) contendo uma ligação dupla exocíclica conjugada à carbonila; existem ainda as lactonas com duplas endocíclicas conjugadas; logo, a grande maioria trata-se de lactonas α,β-insaturadas conjugadas à carbonila; entretanto, em algumas espécies vegetais existem lactonas sem a ligação dupla conjugada, havendo um grupamento metila orientado na posição α ou β.
Assim como os demais sesquiterpenos naturais, a sesquiterpenlactona é produzida a partir de farnesilpirofosfato, um composto de 15 carbonos. A inclusão do anel lactônico se dá pela oxidação de um grupo metila até carboxila, a oxidação de um carbono adjacente e, finalmente, a desidratação entre os grupos carboxila e hidroxila formados.

## Ocorrência
As sesquiterpenlactonas são encontradas em diversas espécies vegetais  e atualmente acredita-se que haja mais de 5000 diferentes substâncias descritas na literatura. Embora ocorram predominantemente em plantas da família Asteraceae (família dos girassóis), as lactonas sesquiterpênicas também podem ser encontradas em espécies das famílias Lauraceae, Apiaceae, Burseraceae e Magnoliaceae. Em diversas espécies de Asteraceae elas são encontradas principalmente nas partes aéreas, estando armazenadas em tricomas glandulares, sejam eles da superfície de folhas ou dos apêndices das anteras, raramente ocorrendo em partes subterrâneas.

## Ação biológica
Diversas sesquiterpenlactonas possuem diferentes atividades biológicas, como por exemplo antimicrobiana, anti-inflamatória  ou inseticida, porém várias delas são conhecidamente tóxicas, seja por via oral ou tópica. O mecanismo de ação desta classe de substâncias baseia-se principalmente na formação de um aduto resultante de uma reação entre o átomo de carbono na posição β da ligação dupla conjugada à carbonila do anel lactônico com o átomo de enxofre de aminoácidos presentes em enzimas e proteínas, como por exemplo a cisteína. A reação é o ataque nucleofílico do átomo de enxofre ao carbono da ligação dupla através de uma adição de Michael. Várias lactonas sesquiterpênicas estão presentes em plantas medicinais, como na arnica (Arnica montana L.), no tanaceto (Tanacetum  parthenium L.), dente de leão (Taraxacum officinale L.), camomila (Matricaria chamomilla L.), alcachofra (Cynara scolymus L.), assa peixe (Vernonia polyanthes Less.), ou ainda em plantas tóxicas ou ervas daninhas, dentre várias outras espécies. Um tipo especial de sesquiterpenlactona, a artemisinina, é um importante antimalárico presente em Artemisia annua L., planta de origem chinesa denominada "qinghaosu".